# T2 Trainspotting
T2 Trainspotting ist ein britischer Spielfilm von Danny Boyle aus dem Jahr 2017. Es handelt sich um die Fortsetzung von Boyles erfolgreichem Film Trainspotting – Neue Helden (1996), für die erneut John Hodge das Drehbuch verfasste. Die Handlung setzt 20 Jahre nach dem Vorgängerfilm ein und führt die Hauptfiguren (dargestellt von Ewan McGregor, Ewen Bremner, Robert Carlyle und Jonny Lee Miller) im schottischen Edinburgh wieder zusammen. Das Drehbuch basiert zum Teil auf Irvine Welshs Roman Porno (2002) und dessen Vorgänger Trainspotting (1993).
T2 Trainspotting wurde am 22. Januar 2017 in Edinburgh uraufgeführt und startete fünf Tage später, am 27. Januar, in den britischen Kinos. In Deutschland wurde der Film am 10. Februar 2017 außer Konkurrenz bei den 67. Internationalen Filmfestspielen Berlin gezeigt und ist am 16. Februar 2017 in die Kinos gekommen.

## Handlung
Die Handlung beginnt 20 Jahre nach dem ersten Teil. Nachdem Mark Renton seinen Freunden Sick Boy, Spud und Begbie 16.000 Pfund aus einem Heroingeschäft in London gestohlen hat, lebt er in Amsterdam. Er ist den Drogen in dieser Zeit ferngeblieben, hat geheiratet und verdient sein Geld mit Lagerverwaltungssoftware für den Einzelhandel. Marks Ehe ist kinderlos und ist an diesem Umstand zerbrochen.
Nachdem Mark einen Herzinfarkt erlitten hat, entschließt er sich, für ein paar Tage in seine Heimat zurückzukehren. Zuhause angekommen, erfährt er von seinem Vater, dass seine Mutter, die immer gehofft hatte, dass er zurückkäme, bereits verstorben ist. Als ersten seiner alten Freunde besucht er Spud. Spud, inzwischen Vater eines Sohnes, hat seine Drogensucht nie unter Kontrolle bekommen. Was er auch anpackt, misslingt ihm, und kürzlich hat er wieder seine Arbeit verloren. Er ist inzwischen so verzweifelt, dass er sich zum Suizid entschließt. Er schreibt einen Abschiedsbrief an die Mutter seines Sohnes und versucht, sich umzubringen. Mark rettet ihm im letzten Moment das Leben. Der Gerettete zeigt allerdings keinerlei Dankbarkeit, sondern wird wütend. Er begründet seine Reaktion damit, dass Mark ihm als Junkie damals 4000 Pfund habe zukommen lassen, was sein Leben endgültig zerstört habe, da Mark hätte wissen müssen, dass er alles für Heroin ausgeben würde. Jedoch beruhigt sich Spud sehr schnell wieder und ist dann doch glücklich darüber, Mark nach all den Jahren wiederzusehen. 
Der zynische Sick Boy, der mittlerweile mit seinem richtigen Namen Simon angesprochen werden will, empfängt Mark zunächst scheinbar interessiert freundlich, schlägt ihm dann aber ins Gesicht und prügelt ihn fast tot. Simon führt das schäbige Pub „Port Sunshine“ seiner Tante fort, das sich neben einem Schrottplatz mit stetig wachsendem Berg an Autowracks befindet. Er hat von Heroin auf Kokain umgesattelt. Einen weiteren Nebenverdienst hat er durch die Erpressung von Kunden der bulgarischen Prostituierten Veronika, seiner Geschäftspartnerin. Mit dem Geld planen die beiden, ein Bordell zu eröffnen. 
Veronika und Mark kommen sich näher. Das Verhältnis zwischen Sick Boy und Mark ist angespannt. Mark gesteht Sick Boy, dass er ebenfalls versagt hat und beide beginnen damit, wieder kriminelle Dinger zu drehen. Nachdem beide über verdrängte Schuld gesprochen und sich an ihre Jugend erinnert haben, nehmen sie wieder Drogen. Spud, der mit dem Konsum von Heroin aufgehört hat, fängt unterdessen damit an, die Erlebnisse von damals aufzuschreiben, was als „Ersatzdroge“ helfen soll. 
Begbie, inzwischen verheiratet und ebenfalls Vater eines Sohnes, sitzt wegen Mordes im Saughton-Gefängnis ein. Er lässt sich von einem Mithäftling absichtlich verletzen, um in ein Krankenhaus verlegt zu werden. Dort gelingt ihm die Flucht. Er taucht bei seiner Familie unter und will mit seinem halbwüchsigen Sohn „ein paar Dinger drehen“. Er ist erbost, als er erfährt, dass sein Sohn ein Studium im Bereich Hotelmanagement begonnen hat. Begbie nimmt die „Ausbildung“ des Sohnes selbst in die Hand und zwingt ihn, bei Wohnungseinbrüchen zu assistieren. Als Begbie von Marks Rückkehr nach Leith erfährt, sinnt er auf Rache und versucht, Mark umzubringen. 
Mark hat einen Wirtschaftsförderungsantrag gestellt und hofft, Zuschüsse für das Bordell vom Staat zu bekommen. Mark und Sick Boy werden von einem Gangsterboss entführt, der ihnen klarmacht, dass er ein inoffizielles Monopol auf Bordelle in Edinburgh hat und sie mit dem Tod bedroht, falls sie ein Bordell aufmachen. Als Mark, durch Begbie in eine Falle gelockt, mit dem Tod kämpft, retten ihm Simon und Spud das Leben. Der mit einer Kloschüssel bewusstlos geschlagene und anschließend verletzt im Kofferraum eingesperrte Begbie kommt wieder in Haft. Das vom Staat genehmigte Geld unterschlägt Veronika und geht damit nach Bulgarien zurück. Mark zieht bei seinem Vater ein.

## Hintergrund
Der Regisseur Danny Boyle hatte bereits 2009 Interesse an einer Fortsetzung von Trainspotting – Neue Helden bekundet, mit einem zweiten Teil aber aufgrund der Darsteller noch warten wollen. „Ich will nur warten, bis die Schauspieler in ihren Vierzigern sind. Ich könnte es jetzt machen, aber das Problem ist, dass sie alle gleich aussehen. Ich möchte, dass sie im Laufe der Zeit schwer gezeichnet aussehen“, so Boyle.
Wiederholt wurde auch das Verhältnis zwischen Boyle und dem Hauptdarsteller Ewan McGregor als Grund für ein Nichtzustandekommen eines zweiten Teils genannt, nachdem der Regisseur in seinem Spielfilm The Beach (2000) statt McGregor den US-Amerikaner Leonardo DiCaprio für die Hauptrolle verpflichtet hatte (dieses Gerücht wurde nach dem Kinostart von T2 Trainspotting von beiden bestätigt). McGregor selbst hatte auch die Qualität des 2002 erschienenen Nachfolge-Romans von Irvine Welsh, Porno, angezweifelt, der die Figuren zehn Jahre nach Trainspotting zusammenkommen lässt. McGregor hatte eine mögliche Verfilmung des Buches als „schreckliche Schande“ bezeichnet und angegeben, bis Januar 2013 nie einen Drehbuchentwurf für eine Fortsetzung erhalten zu haben. Boyle teilte die Bedenken McGregors und teilte im März 2013 mit, dass sich der zweite Teil nur lose an Porno orientieren würde. Im Mai 2013 äußerte McGregor, bereit für eine Fortsetzung zu sein und mögliche Dreharbeiten wurden von Boyle für das Jahr 2016 anvisiert.
Anfang 2014 mieteten sich Welsh, Boyle, der Produzent Andrew Macdonald und der Drehbuchautor John Hodge gemeinsam eine Wohnung nahe Edinburgh Castle und betrieben Nachforschungen, wie sich die Stadt im Vergleich zu Mitte der 1990er-Jahre verändert hatte. Daraufhin schrieb Hodge das Drehbuch für den zweiten Teil.
Die Dreharbeiten zu T2 Trainspotting fanden ab März 2016 in Edinburgh statt. Boyle gab an, den Film absichtlich T2 genannt zu haben, um den Regisseur James Cameron zu ärgern, dessen Film Terminator 2 – Tag der Abrechnung (1991) unter diesem Kürzel bekannt ist.

## Rezeption
Nach seiner Uraufführung erhielt T2 Trainspotting im anglo-amerikanischen Raum überwiegend positive Kritiken. Auf der Website Rotten Tomatoes hält der Film derzeit (Stand: Januar 2019) eine Bewertung von 80 Prozent, basierend auf 231 englischsprachigen Kritiken und einer Durchschnittswertung von 7/10. Das Fazit der Seite lautet: „T2 Trainspotting fügt seinem zeitlosen Vorgänger einen berauschenden, emotional widerhallenden Nachsatz hinzu, wenn auch ohne den originalen, subversiven Nervenkitzel völlig neu einzufangen.“ Auf Metacritic erhielt der Film eine Bewertung von 62 Prozent, basierend auf dreizehn ausgewerteten Kritiken.

## Trivia
- Als Mark Renton am Ende des Films erneut seinen Vater besucht, sieht man auf der Straße vor dem Haus einen Jungen mit einem blauen Lichtschwert. Dies ist eine Anspielung auf McGregors Rolle als Jedi-Ritter in der Prequel-Trilogie von Star Wars.
- Als Mark und Sick Boy Veronika vor dem Fernseher über alles Mögliche aufklären, ist das Action-Thema aus den klassischen James-Bond-Filmen mit Sean Connery und Roger Moore zu hören. Sick Boy hatte sich im ersten Film als großer Fan der Reihe gezeigt.